# 강석훈 (야구 선수)
강석훈(1988년 3월 10일 ~ )은 전 KBO 리그 SK 와이번스의 투수이다.